# شبكة محلية

رسم تخطيطي مفاهيمي لشبكة المنطقة المحلية باستخدام طوبولوجيا الشبكة الخطية.

الشبكة المحلية أو شبكة المنطقة المحلية (بالإنجليزية: Local area network)‏ (LAN) هي شبكة حاسوب تربط أجهزة الكمبيوتر ضمن منطقة محدودة مثل السكن أو المدرسة أو المختبر أو الحرم الجامعي أو مبنى المكاتب. على النقيض من ذلك، لا تغطي الشبكة الواسعة (WAN) مسافة جغرافية أكبر فحسب، بل تشمل أيضًا بشكل عام دوائر اتصالات مؤجرة.
تعد إيثرنت وواي فاي أكثر التقنيات شيوعًا المستخدمة لشبكات المنطقة المحلية. تتضمن تقنيات الشبكات التاريخية ARCNET والحلقة المرمزة و AppleTalk.

## فوائد الشبكات المحلية
تسهيل تبادل الملفات بين الاجهزة في نفس الشبكة المحلية
لأجل توفير الوقت المستغرق لنقل الملفات، فتعتبر الشبكة المحلية عامل توفير اقتصادي في الشبكات حيث لا تحتاج في كل مكتب إلى جهاز طابعة ومن الممكن توصيل كل الاجهزة الحاسوب في الشركة أو المكتب إلى طابعة واحدة أو ماسحة ضوئية واحدة أو غيرها من الآلات والأجهزة الحاسوبية.

## وسائط لاسلكية
في الشبكة المحلية اللاسلكية، يتمتع المستخدمون بحركة غير مقيدة داخل منطقة التغطية. أصبحت الشبكات اللاسلكية شائعة في المساكن والشركات الصغيرة ، بسبب سهولة تركيبها. تستخدم معظم الشبكات المحلية اللاسلكية شبكة واي فاي لأنها مدمجة في الهواتف الذكية والحواسيب اللوحية والحواسيب المحمولة. غالبًا ما يُتاح للضيوف الوصول إلى الإنترنت عبر خدمة نقطة الاتصال.

## الجوانب الفنية

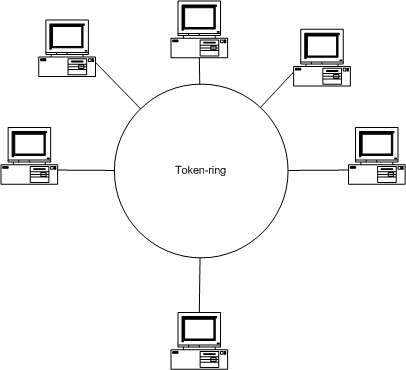
Token Ring أحد أنواع الشبكات المحلية (LAN)

يصف هيكل الشبكة تخطيط الترابط بين الأجهزة وقطاعات الشبكة. في طبقة ربط البيانات والطبقة المادية، تم استخدام مجموعة متنوعة من هياكل LAN، بما في ذلك الحلقية والخطية والمتداخلة والنجمية.
تتكون الشبكات المحلية البسيطة بشكل عام من الكابلات ومبدل واحد أو أكثر. يمكن توصيل المحول بجهاز توجيه أو مضمان كبلي أو مودم ADSL للوصول إلى الإنترنت. يمكن أن تتضمن شبكة LAN مجموعة متنوعة من أجهزة الشبكة الأخرى مثل جدران الحماية وموازن التحميل واكتشاف اختراق الشبكة. تتميز الشبكات المحلية المتقدمة باستخدامها للروابط الزائدة مع المحولات باستخدام بروتوكول الشجرة المتفرعة لمنع الحلقات، وقدرتها على إدارة أنواع حركة المرور المختلفة عبر جودة الخدمة (QoS)، وقدرتها على فصل حركة المرور مع شبكات VLAN.
في طبقات الشبكة العليا، كانت البروتوكولات مثل NetBIOS و IPX / SPX و AppleTalk وغيرها شائعة، ولكن سادت حزمة بروتوكولات الإنترنت (TCP / IP) كمعيار مفضل.
يمكن للشبكات المحلية الحفاظ على الاتصالات مع الشبكات المحلية الأخرى عبر الخطوط المؤجرة أو الخدمات المؤجرة أو عبر الإنترنت باستخدام تقنيات الشبكة الخاصة الافتراضية. اعتمادًا على كيفية إنشاء الاتصالات وتأمينها والمسافة المعنية، يمكن أيضًا تصنيف شبكات LAN المرتبطة كشبكة مدينية (MAN) أو شبكة واسعة (WAN).